# فهرست مسلمانان برنده جایزه نوبل

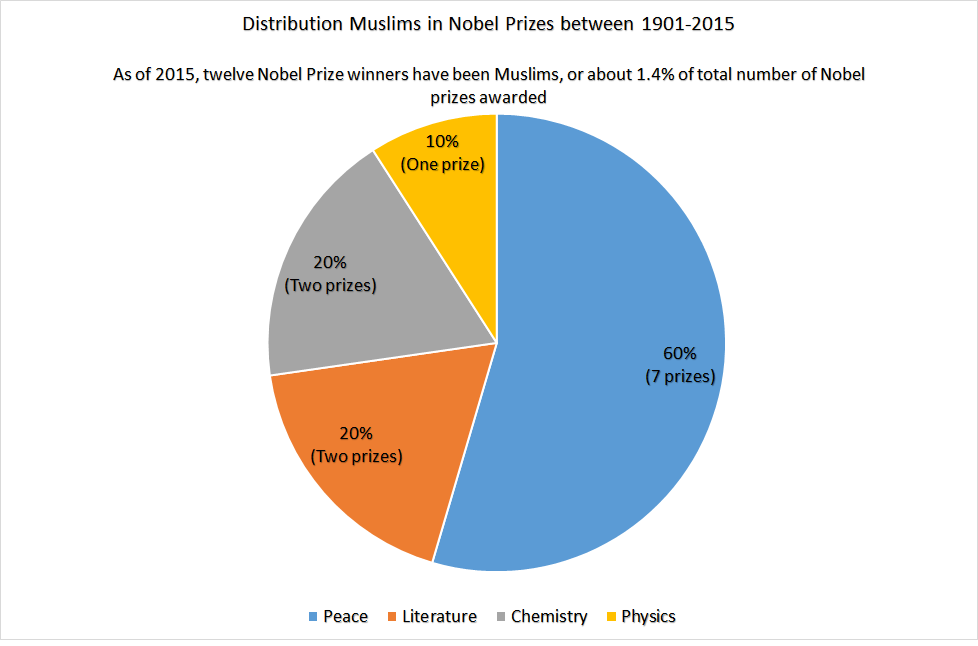
جدول توزیع جوایز نوبل بر اساس دین و تا تاریخ ۲۰۱۵ میلادی؛ حدود ۱٫۴ درصد از برندگان جوایز را مسلمانان شکل داده‌اند.

جایزه نوبل مجموعه جوایز سالانه‌ای است که از سوی کمیته‌هایی در اسکاندیناوی در زمینه‌های پیشرفت‌های علمی و فرهنگی اعطا می‌شود. این جوایز بر مبنای وصیت شیمی‌دان سوئدی آلفرد نوبل در سال ۱۸۹۵ میلادی ایجاد شدند.
جوایز فیزیک، شیمی، فیزیولوژی و پزشکی، ادبیات و صلح برای اولین بار در سال ۱۹۰۱ اعطا گردیدند. جایزه نوبل اقتصاد در سال ۱۹۶۹ پایه‌گذاری گردید. کمیته نروژی نوبل هر ساله جایزه صلح نوبل (به نروژی و سوئدی: Nobels fredspris) را به شخصی اهدا می‌کند که «بیشترین یا بهترین کار را برای دوستی بین ملت‌ها، لغو یا کاهش رویارویی‌های نظامی یا تشکیل و ترغیب همایش‌های صلح انجام داده باشد.» جایزهٔ نوبل در ادبیات را آکادمی سلطنتی علوم سوئد هرساله برای مشارکت‌های برجسته در زمینهٔ ادبیات به نویسندگان آثار ادبی اهدا می‌کند. این جوایز توسط بنیاد نوبل اداره می‌شود و آن را یک کمیتهٔ متشکل از پنج عضو منتخب آکادمی علوم سلطنتی سوئد به برندگان اعطا می‌کند. هر جایزه شامل یک مدال، یک دیپلم افتخار و جایزهٔ نقدی است که مبلغ آن در هر سال متفاوت است.
مسلمانان در حدود ۲۳٪ از جمعیت جهان را تشکیل می‌دهند. تا سال ۲۰۱۵، از مجموع ۸۸۱ جایزه اعطا شده دوازده نفر (۱٫۳٪) از برندگان جوایز نوبل مسلمان بوده‌اند. هفت نفر (۰٫۸٪) جایزه صلح، دو نفر (۰٫۲٪) ادبیات و سه نفر (۰٫۳٪) در علوم پایه (فیزیک و شیمی) این جایزه را دریافت نموده‌اند. اولین مسلمانی که موفق به کسب جایزه نوبل شد، انور سادات -رئیس جمهور وقت مصر- بود که توانست جایزه صلح نوبل را در سال ۱۹۷۸ کسب کند. پس از او در سال ۱۹۷۹، محمد عبدالسلام توانست اولین جایزه علمی نوبل را از آن مسلمانان کند و جایزه نوبل در فیزیک را کسب کند. آخرین جایزه نوبل که مسلمانان موفق به کسبش شدند، مربوط به سال ۲۰۱۵ است که طی آن، عزیز سنجر توانست جایزه شیمی نوبل را از آن خود کند.  اولین زن برنده جایزه نوبل از میان مسلمانان، شیرین عبادی است که توانست در سال ۲۰۰۳ برنده جایزه صلح نوبل شود. ملاله یوسف‌زی دیگر زن مسلمان، با ۱۷ سال سن در هنگام دریافت جایزه، جوان‌ترین فرد برنده جایزه نوبل محسوب می‌شود.

## ادبیات
| سال  | برنده جایزه (تاریخ تولد - مرگ) | برنده جایزه (تاریخ تولد - مرگ)           | کشور شغل | دلیل اعطای جایزه | توضیحات |
| ---- | ------------------------------ | ---------------------------------------- | -------- | --- | --- |
| ۱۹۸۸ |                                | نجیب محفوظ(۱۱ دسامبر ۱۹۱۱ – ۳۰ اوت ۲۰۰۶) | نویسنده  | جایزه ادبیات نوبل در سال ۱۹۸۸ به نجیب محفوظ اهدا شد؛ زیرا وی «از طریق آثار غنی از نکات دقیق و ظریف و به شیوه‌ای روشن و واقع‌بینانه و در عین حال مهیج و مبهم گونه‌ای از روایت عربی را خلق کرد که شامل همه انسان‌ها می‌شود». | نخستین مسلمان است که این نوع جایزه را کسب می‌کند. |
| ۲۰۰۶ |                                | اورهان پاموک(۷ ژوئن ۱۹۵۲ - زنده)         | نویسنده  | جایزه ادبیات نوبل در سال ۲۰۰۶ به اورهان پاموک اهدا شد؛ زیرا وی «در تلاش برای یافتن چرایی وجود روح مالیخولیایی حاکم بر شهر محل زندگیش موفق به کشف نمادهایی از تضادها و آمیختگی‌های فرهنگ‌های گوناگون می‌شود».             | او اولین ترک برنده جایزه نوبل است که خود را یک مسلمان فرهنگی معرفی کرده که از نظر تاریخی و فرهنگی به دین مرتبط است اما به ارتباط شخصی با خدا اعتقاد ندارد. |

## شیمی
| سال  | برنده جایزه (تاریخ تولد - مرگ) | برنده جایزه (تاریخ تولد - مرگ)          | کشور شغل | دلیل اعطای جایزه | توضیحات                                                                          |
| ---- | ------------------------------ | --------------------------------------- | -------- | --- | -------------------------------------------------------------------------------- |
| ۱۹۹۹ |                                | احمد حسن زویل(۲۶ فوریه ۱۹۴۶–۲ اوت ۲۰۱۶) | دانشمند  | جایزه نوبل شیمی سال ۱۹۹۹ به احمد حسن زویل برای «مطالعه دربارهٔ حالت گذار در واکنش‌های شیمیایی با استفاده از طیف‌بینی در فمتوثانیه» اهدا گردید. | او اولین مسلمان و مصری و عرب برنده این جایزه و دومین مسلمان برنده نوبل علمی است. |
| ۲۰۱۵ |                                | عزیز سنجر(۸ سپتامبر ۱۹۴۶ - زنده)        | دانشمند  | جایزه نوبل شیمی سال ۲۰۱۵ به‌طور مشترک به توماس لیندال، پال مودریچ و عزیز سنجر برای «یافتن سازوکار ترمیم دی ان ای» اهدا شد.                   | او دومین ترک برنده جایزه نوبل و سومین مسلمان برنده نوبل علمی است.                |

## صلح
| سال  | برنده جایزه (تاریخ تولد - مرگ) | برنده جایزه (تاریخ تولد - مرگ)            | کشور شغل      | دلیل اعطای جایزه | توضیحات |
| ---- | ------------------------------ | ----------------------------------------- | ------------- | --- | --- |
| ۱۹۷۸ |                                | انور سادات(۲۵ دسامبر ۱۹۱۸ – ۶ اکتبر ۱۹۸۱) | سیاستمدار     | این جایزه در سال ۱۹۷۸ به رئیس جمهور وقت مصر داده شد. پیمان کمپ دیوید به وسیله انور سادات رئیس‌جمهور وقت مصر و مناخیم بگین، نخست‌وزیر وقت اسرائیل در تاریخ ۱۷ سپتامبر ۱۹۷۸ امضا گردید که منجر به صلح اسرائیل و مصر شد.                          | نخستین مسلمان و نخستین عرب و نخستین مصری است که جایزه نوبل دریافت می‌کند.                                                     |
| ۱۹۹۴ |                                | یاسر عرفات(۲۴ اوت ۱۹۲۹ – ۱۱ نوامبر ۲۰۰۴)  | سیاستمدار     | سال ۱۹۹۴ عرفات جایزه نوبل را همراه با شیمون پرز و اسحاق رابین بخاطر قدردانی از تلاش‌هایشان برای صلح در خاورمیانه دریافت کردند. | توصیف شده به عنوان «اولین فلسطینی مسلمان دریافت‌کننده جایزه نوبل است» با این وجود پدر وی مصری بود و وی در قاهره متولد شده‌است. |
| ۲۰۰۳ |                                | شیرین عبادی(۲۱ ژوئن ۱۹۴۷ - زنده)          | فعال حقوق بشر | جایزه صلح نوبل برای تلاش‌های شیرین عبادی و مبارزه برای دموکراسی، حقوق زنان و کودکان در سال ۲۰۰۳ به او اهدا شد. | او اولین و تنها ایرانی برنده جایزهٔ نوبل بوده‌است او همچنین اولین زن مسلمانی است که مفتخر به دریافت چنین جایزه‌ای شده‌است.       |
| ۲۰۰۵ |                                | محمد البرادعی(۱۷ ژوئن ۱۹۴۲ - زنده)        | سیاستمدار     | جایزه صلح نوبل به‌طور مشترک به محمد البرادعی و آژانس بین‌المللی انرژی اتمی (IAEA) برای تلاش‌هایش جهت جلوگیری از استفادهٔ انرژی هسته‌ای در مقاصد نظامی و تضمین کردن استفادهٔ آن در راستای صلح و استفادهٔ بی‌خطر از آن تا حد ممکن در سال ۲۰۰۵ اهدا شد. | او دومین مصری برنده جایزه صلح نوبل می‌باشد.                                                                                   |
| ۲۰۰۶ |                                | محمد یونس(۲۸ ژوئن ۱۹۴۰ - زنده)            | اقتصاددان     | جایزه صلح نوبل در سال ۲۰۰۶ به‌طور مشترک به محمد یونس و گرامین بانک به جهت «تلاش‌هایشان برای ایجاد پیشرفت اقتصادی و اجتماعی از پایین» اهدا گردید.                                                                                               | او اولین بنگلادشی و سومین بنگالی بعد از رابیندرانات تاگور و آمارتیا سن است که موفق به کسب جایزه نوبل شده‌است.                 |
| ۲۰۱۱ |                                | توکل کرمان(۷ فوریهٔ ۱۹۷۹ - زنده)           | فعال حقوق بشر | جایزه صلح نوبل در سال ۲۰۱۱ به‌طور مشترک به الن جانسون سیرلیف، لیما گبوی و توکل کرمان به جهت «مبارزه بدون خشونت آن‌ها برای افزایش امنیت زنان و مشارکت کامل زنان در زمینه کسب و کار» اهدا گردید.                                                 | او نخستین زن عرب و نخستین و تنها یمنی‌ای است که موفق به کسب جایزه نوبل شده‌است.                                                |
| ۲۰۱۴ |                                | ملاله یوسف‌زی(۱۲ ژوئیه ۱۹۹۷ - زنده)        | فعال حقوق بشر | جایزه صلح نوبل ۲۰۱۴ به‌طور مشترک به او و کایلاش ساتیارتی به دلیل «مبارزه آن‌ها با سرکوب کودکان و جوانان و حق همهٔ کودکان برای آموزش» داده شد.                                                                                                   | یوسف زی با ۱۷ سال سن در هنگام برنده شدن، جوان‌ترین برنده جایزه نوبل بود.                                                      |

## فیزیک
| سال  | برنده جایزه (تاریخ تولد - مرگ) | برنده جایزه (تاریخ تولد - مرگ)                  | کشور شغل | دلیل اعطای جایزه | توضیحات |
| ---- | ------------------------------ | ----------------------------------------------- | -------- | --- | --- |
| ۱۹۷۹ |                                | محمد عبدالسلام(۲۹ ژانویه ۱۹۲۶ – ۲۱ نوامبر ۱۹۹۶) | فیزیکدان | جایزه فیزیک نوبل سال ۱۹۷۹ به‌طور مشترک به استیون واینبرگ، شلدون لی گلاشو و عبدالسلام به جهت «ارائه فرمول‌بندی واحدی برای نیروی الکترومغناطیس و نیروی هسته‌ای ضعیف که برهمکنش الکتروضعیف نامیده می‌شود»، اهدا شد. | او اولین مسلمانی است که موفق به دریافت این جایزه و به‌طور کلی نوبل علمی شده‌است. همینطور او اولین پاکستانی است که موفق به دریافت این جایزه شده‌است. همچنین او دومین پنجابی بعد از هار گوبیند کورانا است که موفق به کسب جایزه نوبل گردیده‌است. |